# Šehovina
Šehovina (cyr. Шеховина) – wieś w Bośni i Hercegowinie, w Republice Serbskiej, w gminie Nevesinje. W 2013 roku liczyła 598 mieszkańców.